# Offline (film)
Pour les articles homonymes, voir Offline (homonymie).
Pour plus de détails, voir Fiche technique et Distribution.
Offline est un film belge réalisé par Peter Monsaert et sorti en 2012.

## Synopsis
Rudy Vandekerckhove vient de faire sept ans de prison. Il a pour ambition de retrouver du travail comme réparateur de machines à laver et aussi se rapprocher de sa famille. Ces projets ne sont pas couronnés de succès. Finalement, son passé resurgit et à ce moment-là, il doit prendre une décision peut-être la plus importante de sa vie.

## Fiche technique
- Titre : Offline
- Réalisation : Peter Monsaert
- Scénario : Peter Monsaert, Tom Dupont
- Production : Victoria Deluxe, Lunanime
- Pays d'origine :  Belgique
- Genre : drame
- Dates de sortie :
  - Belgique : 14 novembre 2012
  - France : 19 juin 2013
  - Pays-Bas : 17 janvier 2013
  - États-Unis : 28 février 2013 (Cinequest Film Festival)

## Distribution
- Wim Willaert : Rudy
- Anemone Valcke : Vicky
- Mourade Zeguendi : Rachid
- Patricia Goemaere : Carine
- Robrecht Vanden Thoren : David
- Margriet Bruggeman : Denise

## Distinctions

### Récompenses
- 2012 : Licorne d'Or et Prix SIGNIS au Festival international du film d'Amiens
- 2013 : Prix Communications et société au Festival du cinéma international en Abitibi-Témiscamingue
- 2013 : Mention spéciale - meilleur scénario au Festival international du film d'Aubagne
- 2013 : Prix spécial du Jury au Festival international du film de Tróia
- 2013 : Meilleur scénario aux Ensors
- 2013 : Meilleur réalisateur et Meilleure image au Festival international du film d'Ourense
- 2013 : Meilleur réalisateur au Festival international du film de Saint-Petersbourg[1]

### Nominations
- 2013 : Meilleur film et Meilleur réalisateur aux Ensors

### Sélections
- 2013 : Cinequest Film Festival (en)
- 2013 : Festival de Gand
- 2013 : Festival de Valladolid